# Taro (isola)
Taro (in inglese Taro Island) è una piccola isola delle Salomone con 507 abitanti che funge da capoluogo della provincia di Choiseul, situata nella baia di Choiseul. Il capoluogo è Taro, da cui prende il nome l'isola.
È la sede del Choiseul Bay Airport, aeroporto servito da Solomon Airlines con voli da Gizo.